# 下郷村 (鳥取県)
下郷村（しもごうそん）は、鳥取県東伯郡にあった村。現在の東伯郡琴浦町の一部にあたる。

## 地理
加勢蛇川と洗川に挟まれた扇状地に位置していた。

## 歴史
- 1887年（明治20年）5月、釛派出所開設[3]。
- 1889年（明治22年）
  - 2月、釛駐在所開設[3]。
  - 10月1日、町村制の施行により、八橋郡杉下村、森藤村、下大江村、三保村、美好村、釛村、光好村が合併して村制施行し、下郷村が発足[1][2]。旧村名を継承した杉下、森藤、下大江、三保、美好、釛、光好の7大字を編成[2]。
- 1896年（明治29年）4月1日、郡の統合により東伯郡に所属[2]。
- 1902年（明治37年）釛郵便局開設[3]。
- 1954年（昭和29年）2月1日、東伯郡八橋町、浦安町、上郷村、古布庄村と合併し東伯町を新設して廃止された[1][2]。合併後、東伯町大字杉下・森藤・下大江・三保・美好・釛・光好となる[2]。

## 産業
- 農業

## 教育
- 1873年（明治6年）森藤小学校開校[4]。1878年（明治11年）山崎小学校を釛小学校に改称[3]。1885年（明治18年）下大江村に光好・森藤・釛の各小学校を統合し修道尋常小学校設立[5]。1898年（明治31年）高等科を設置し修道尋常高等小学校に改称[3]。1941年（昭和16年）4月、下郷国民学校に改称[3]。1947年（昭和22年）4月、下郷小学校に改称[3]。
- 1947年、下郷村・上郷村学校組合立聖郷中学校を下郷小学校校舎の一部を利用して開校[3]。1950年（昭和25年）聖郷中学校、古布庄中学校を廃止し、学校組合立聖郷中学校を設置[3]。